# Kazunori Yamauchi

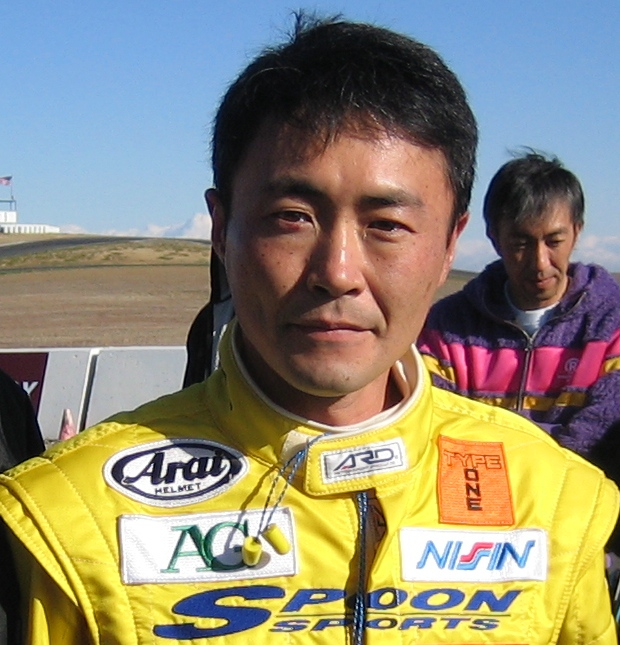
Kazunori Yamauchi, 2009

Kazunori Yamauchi (japanisch 山内 一典; * 5. August 1967) ist ein japanischer Videospieleentwickler und Rennfahrer. Er ist Vizepräsident von Sony Computer Entertainment und leitender Direktor von Polyphony Digital. Yamauchi gilt als Schöpfer der Gran-Turismo-Serie.

## Karriere
1993 begann Yamauchi seine Karriere in der Spielebranche. Im selben Jahr wurde auch Sony Computer Entertainment, Inc. (SCEI) gegründet. Im Jahr darauf nahm er mit vier Mitarbeitern das Gran-Turismo-Projekt in Angriff. Heute ist er leitender Direktor von Polyphony Digital, einer SCEI-Tochter mit etwa 110 Mitarbeitern, und Vizepräsident von Sony Computer Entertainment.
Beim 24-Stunden-Rennen auf dem Nürburgring 2011 errang er einen Klassensieg in der Klasse SP 8T auf einem Nissan GT-R.

## Privates
Yamauchi ist Auto- und Rennsportenthusiast. Sein privater Fuhrpark umfasst unter anderem einen Mercedes SL 55 AMG, einen Nissan 350Z, einen Porsche 911 GT3, einen Mitsubishi Lancer Evo V, einen Nissan R35 GT-R und einen umgebauten Honda S 2000 mit Flügeltüren. Yamauchi besaß auch einen Nissan Skyline GT-R, den er allerdings nachts nach nur einer Stunde Schlaf zu Schrott fuhr. Als Ersatz kaufte er einen Mitsubishi FTO.
Im Oktober 2017 wurde Yamauchi die Ehrendoktorwürde der Universität Modena und Reggio Emilia zuteil.
Er lebt mit seiner Frau und seinem Kind in der Nähe von Tokio. Sein Vermögen wird auf 22 Millionen US-Dollar geschätzt.